# Władysław Konstanty Waza
Władysław Konstanty Waza (ur. zap. ok. 1635 w Warszawie, zm. 19 marca 1698 w Rzymie) – nieślubny syn króla polskiego Władysława IV Wazy i lwowskiej mieszczki Jadwigi z Łuszkowskich Wypyskiej, żony Jana Wypyskiego h. Grabie starosty mereckiego.
Po śmierci rodziców Władysławem Konstantym zajął się prawdopodobnie jego stryj, następca Władysława IV na tronie polskim Jan II Kazimierz. Wkrótce Władysław wyjechał z Polski i zaczął podróżować po Europie. Przez pewien czas przebywał w Anglii i Hiszpanii. Następnie zamieszkał we Francji, gdzie pod nazwiskiem hrabiego de Wasenau prowadził rozpustne i awanturnicze życie. Zgodnie z testamentem króla Jana Kazimierza otrzymał od niego w spadku sumę 30 000 liwrów, zabezpieczoną na pretensjach do króla hiszpańskiego. Po śmierci Jana Kazimierza, hrabia de Wasenau opuścił Francję i udał się do Rzymu, gdzie został mianowany przez swą krewną, królową szwedzką Krystynę kapitanem królewskiej gwardii. Wkrótce papież Aleksander VIII mianował go szambelanem, co potwierdził jego następca Innocenty XII.
Władysław Konstanty Waza zmarł w Rzymie jako ostatni przedstawiciel polskiej linii Wazów. Spadkobiercą jego majątku został kardynał Jan Franciszek Albani, późniejszy papież Klemens XI, który ufundował hrabiemu de Wasenau grobowiec w kościele S. Francesco delle Stimmate w Rzymie. Był ostatnim znanym potomkiem Zygmunta Starego i królowej Bony.